# Бретіньї-сюр-Орж (кантон)
Бретіньї́-сюр-Орж (фр. Brétigny-sur-Orge) — кантон у Франції, в департаменті Ессонн регіону Іль-де-Франс.

## Склад кантону
Кантон включає в себе 5 муніципалітетів:
| Муніципалітет    | Площа | Населення, осіб | Рік  |
| ---------------- | ----- | --------------- | ---- |
| Бретіньї-сюр-Орж | 14,56 | 22837           | 2007 |
| Ле-Плессі-Пате   | 7,58  | 3921            | 2007 |
| Ледевіль         | 7,84  | 1294            | 2007 |
| Мароль-ан-Юрепуа | 6,47  | 4740            | 2007 |
| Сен-Врен         | 11,57 | 2791            | 2007 |

## Консули кантону
| Період    | Консул          | Посада                                    |
| --------- | --------------- | ----------------------------------------- |
| 1988—2001 | Jean de Boishue | Мер муніципалітету Бретіньї-сюр-Орж       |
| 2001—2008 | Paul Simon      |                                           |
| 2008—2014 | Michel Pouzol   | Член ради муніципалітету Бретіньї-сюр-Орж |

| Франція | Це незавершена стаття з географії Франції. Ви можете допомогти проєкту, виправивши або дописавши її. |